# Epidermodisplasia verruciforme
L'epidermodisplasia verruciforme, conosciuta anche come displasia di Lewandowsky-Lutz o con il nome esteso di epidermodisplasia verruciforme di Lewandowsky-Lutz o ancora - informalmente - come "sindrome dell'uomo-albero", è una genodermatosi rara, autosomica e recessiva associata al rischio di carcinoma della cute.
È caratterizzata da un'abnorme suscettibilità della pelle al Virus del papilloma umano (HPV) caratterizzata da un'infezione cronica e disseminata. Il risultato dell'infezione incontrollata causa la formazione disseminata di papule, squame ed escrescenze che colpiscono in particolare le mani ed i piedi.
La malattia è familiare nel 20% dei casi circa. La malattia è causata dal papilloma virus ma lo scatenarsi della patologia è causata dal potere oncogeno di alcuni ceppi virali. In particolare la malattia è associata all'HPV tipo 5 e 8 i quali sono rinvenuti normalmente nell'80% della popolazione in forma di infezione asintomatica. Circa il 90% dei tumori cutanei associati alla malattia sono correlati con questi due ceppi di Papilloma Virus umano. Secondariamente l'epidermodisplasia verruciforme risulta associata agli HPV tipo 12, 14, 15 e 17.
La maggior parte dei malati è affetta da un difetto dell'immunità cellulare in più è dimostrata una modificazione inattivante a livello dei geni chiamati EVER1 ed EVER2.